# Darren Huckerby
Darren Carl Huckerby (* 23. April 1976 in Nottingham) ist ein ehemaliger englischer Fußballspieler.  Der Stürmer absolvierte für Norwich City über 200 Ligaspiele und war zuletzt für die San José Earthquakes in der nordamerikanischen Major League Soccer aktiv.

## Sportlicher Werdegang

### Die ersten Jahre (1993–1999)
Huckerby begann seine Profilaufbahn bei Lincoln City und wechselte im November 1995 zum ungleich größeren Newcastle United. Dort misslangen ihm jedoch seine sportlichen Durchbruchsversuche und nach einem wenig ereignisreichen Jahr, das eine Leihphase beim FC Millwall beinhaltete, heuerte der junge Angreifer für eine Transferablösesumme in Höhe von einer Million Pfund bei Coventry City an.
Im damals von Gordon Strachan trainierten Klub bildete der antritts- und dribbelstarke Stürmer ein effektives Angreiferduo mit Dion Dublin. Beim letztlich erfolgreichen Klassenerhaltskampf in der Premier-League-Saison 1996/97, der mit einem 2:1-Sieg bei Tottenham Hotspur endete, war Huckerby auf Anhieb ein Schlüsselspieler. Die Entwicklungskurve zeigte bei den „Sky Blues“ weiter nach oben, als ihm eine Serie von zehn Partien ohne Niederlage und der Einzug ins FA-Cup-Viertelfinale gelangen. Zudem schoss er 14 Ligatreffer in der Saison 1997/98, darunter der 3:2-Siegtreffer gegen Manchester United, was in seiner Laufbahn die beste Torausbeute in der Premier League blieb.

### Rückschläge (1999–2003)
Im Sommer 1999 machte Huckerby, der im Jahr zuvor in der englischen B-Nationalmannschaft zum Zuge gekommen war, den vermeintlich nächsten Entwicklungsschritt, als er für – Medienberichten zufolge – sechs Millionen Pfund bei Leeds United anheuerte. Die bis Dezember 2000 andauernde „Zwischenepisode“ an der Elland Road verlief jedoch äußerst enttäuschend und in 40 Ligabegegnungen gelangen ihm lediglich zwei Tore, darunter ein Treffer gegen seinen Ex-Klub Coventry City. Dazu kam jedoch der Umstand, dass er sich gegenüber der hochkarätigen Konkurrenz in Person von Mark Viduka, Alan Smith und Michael Bridges nie dauerhaft in die Stammformation hatte spielen können und nur in elf Premier-League-Partien in der Stammelf gestanden hatte. Einige wenige Höhepunkte waren ihm im Europapokal vergönnt, wozu Tore gegen Partizan Belgrad im UEFA-Pokal (1:0) und gegen Beşiktaş Istanbul in der Champions League (6:0) zählten.
Für mehr als drei Millionen Pfund ging es im Dezember 2000 zu Manchester City, wo er den angestrebten Erstligaklassenerhalt jedoch nicht realisieren konnte. Deutlich erfolgreicher war er in der Zweitligasaison 2001/02, als ihm 26 Pflichtspieltore gelangen und der Klub über den Meistertitel in die Premier League zurückkehrte. Obwohl Huckerby dort der erste Saisontreffer seines Klubs gelang, sorgten die Verpflichtungen von Nicolas Anelka und Jon Macken in der Spielzeit 2002/03 dafür, dass Huckerby seinen Stammplatz verlor und im Februar 2003 bis zum Ende der laufenden Saison an Nottingham Forest ausgeliehen wurde.

### Norwich City (2003–2008)
Zu Beginn der Spielzeit 2003/04 heuerte Huckerby auf Leihbasis bei Norwich City an und unterschrieb dort im Dezember 2003 einen dauerhaften Vertrag. Die Ablösesumme betrug zunächst 750.000 Pfund und wuchs nach dem erfolgreichen Aufstieg auf eine Million Pfund an. Hinter Craig Fleming wurde er in der Aufstiegsrunde 2003/04 vereinsintern zum zweitbesten Spieler des Jahres gewählt und in der Premier-League-Saison 2004/05 etablierte er sich in seinem neuen Klub mehr auf der etwas zurückgezogenen linken Flügelposition.
Trotz des Abstiegs der „Canaries“ im Jahr 2005 war Huckerby beim dortigen Anhang ein sehr beliebter Spieler, was sich in den mehrfachen Auszeichnungen zum besten Vereinsspieler des Jahres (2005, 2007) und in die frühzeitige Aufnahme der „Hall of Fame“ ausdrückte. Am 4. Mai 2008 bestritt er bei der 1:4-Niederlage gegen Sheffield Wednesday die letzte Partie für Norwich City, da ihm zwei Tage später eröffnet wurde, dass sein auslaufender Vertrag nicht verlängert werden sollte.

### Karriereausklang (2008–2009)
Im Juli 2008 verließ Huckerby seine Heimat, um sich in der nordamerikanischen Major League Soccer den San José Earthquakes anzuschließen. Er fand sich dort ebenfalls gut zurecht, führte den Klub zu einer Serie von sieben Spielen ohne Niederlage und wurde 2008 mit der Auszeichnung zum „besten Newcomer der Liga“ bedacht. Die Saison 2009 stand jedoch unter einem schlechteren Stern und nach einer Hüftoperation musste Huckerby seiner sportlichen Laufbahn ein Ende setzen.